# Omgivning

En omgivning V till punkten p. V innehåller en öppen mängd som innehåller p.

En rektangel V som inte är en omgivning till p.

Inom topologin sägs en mängd M vara en omgivning till en punkt p om det finns en öppen mängd U sådan att {\displaystyle U\subseteq M} och {\displaystyle p\in U}, vilket är ekvivalent med att p tillhör det inre av M.
En öppen omgivning till en punkt p som är en öppen mängd, eller ekvivalent, en öppen mängd M sådan att {\displaystyle p\in M}
I ett metriskt rum är B(p, t), en mängd av punkter med ett avstånd mindre än t till punkten p, en öppen omgivning till p. 

## Exempel
- En delmängd U till ett topologiskt rum T är öppen om och endast om varje punkt har en öppen omgivning.
- En funktion f sägs vara lokalt begränsad om varje punkt har en omgivning i vilken f är begränsad
- Ett topologiskt rum sägs vara lokalt sammanhängande i en punkt p om varje omgivning till p har en sammanhängande delomgivning.
- I ett topologiskt vektorrum genereras topologin av den öppna omgivningarna till punkten 0.